# Rövşän Bayramov
Rövşän Sännät oğlu Bayramov (azerbajdzjanska: Rövşən Cənnət oğlu Bayramov), född den 5 maj 1987 i Baku, Azerbajdzjanska SSR, Sovjetunionen, är en azerbajdzjansk brottare.
Bayramov tog OS-silver i bantamviktsbrottning i den grekisk-romerska klassen 2008 i Peking. Han tog även silver i bantamvikt vid olympiska sommarspelen 2012 i London. På Olympiska spelen i Rio de Janeiro 2015 kom han på femte plats. Han förlorade i bronsmatchen mot den norske brottaren Stig Andre Berge.